# 防災頭巾

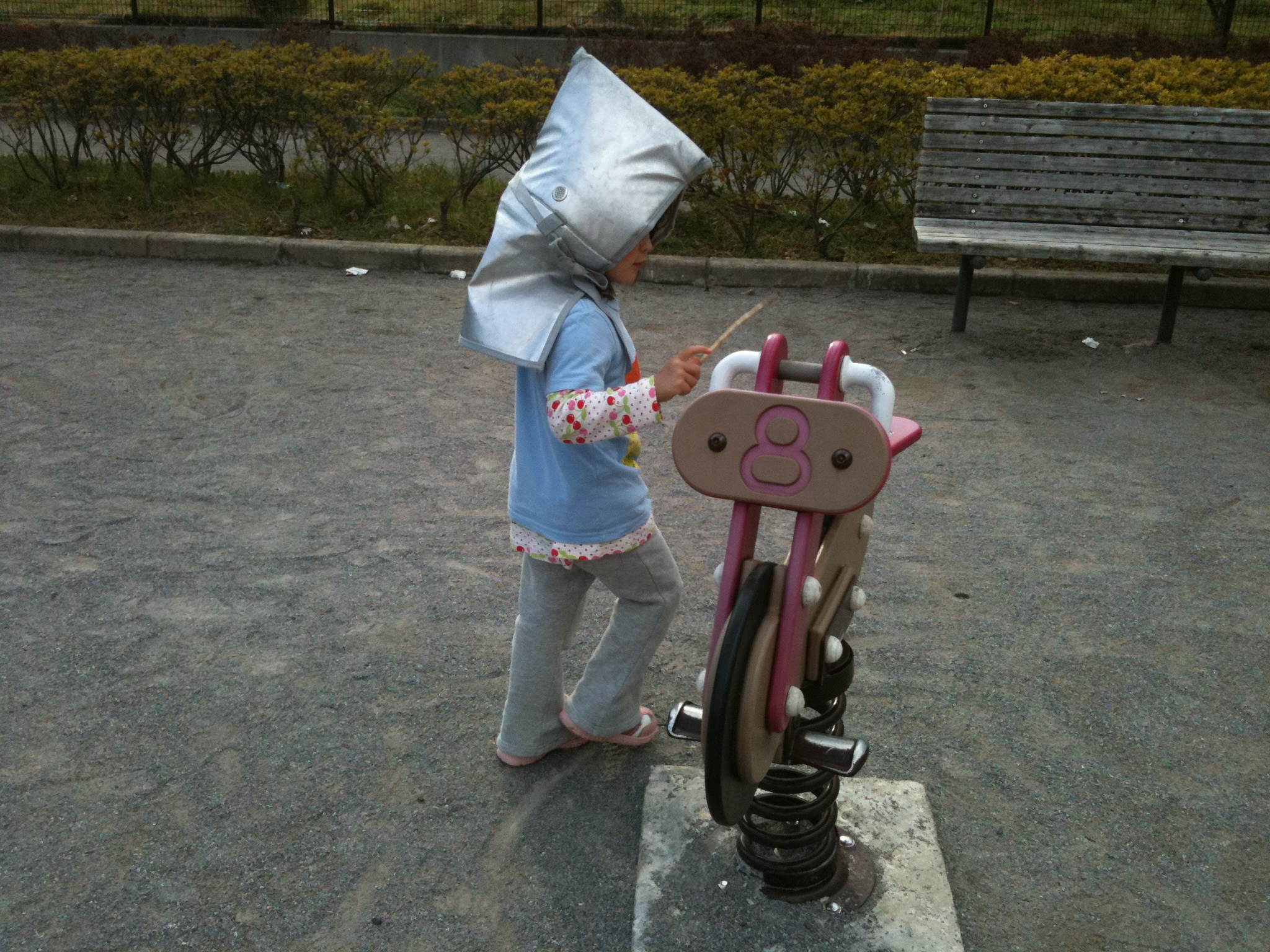
防災頭巾の例

防災頭巾（ぼうさいずきん）とは、災害発生時において、頭部を保護するための簡易防具である。

## 概要
防災頭巾は、太平洋戦争末期に用いられた防空頭巾を原型とした頭部を保護するための簡易防具で、丈夫な布製の長方形の袋に綿など緩衝材を入れたものを2枚張り合わせて、頭にかぶることができるようにしたものである。普段は非常時に容易に手の届く位置に常備しておき、災害発生時には頭にかぶって頭部を保護するために使う。その性質上、火災にも対応できるよう難燃繊維などを使い、火災の熱から頭部を守る際には水を含ませて利用できる製品も多い。
頭部から肩に掛けてを保護する構造になっているが、固くて重いものが衝突した際にはヘルメットほどの防御力があるわけではない。しかし、様々な製品が存在し、普段は座布団として身近で用いたり、また軽量で折り畳んでコンパクトに収納できるなどの特徴を持つものも多い。耐熱性と言う面でも、繊維強化プラスチックなどの安全帽と呼ばれる一般的なヘルメットより、たとえ濡らしていなくても短時間であれば周囲の熱から頭部・頭髪を保護する効果も期待できる。
日本では東海地震の予測される地域で1970年代頃から普及を見せ、南関東や東海地方などの小学校・中学校などでは標準的な学用品の1つとして全児童・生徒が所有している学校も見られる。また日本の国会議事堂では議員席の下に防災頭巾が備えられていたが、2017年からは防炎布付きの折り畳み式ヘルメットに更新されている。